# Conquesta romana de Mallorca
La conquesta romana de Mallorca va ser duta a terme pel cònsol i general romà Quint Cecili Metel, (el qual va rebre posteriorment el sobrenom de Balearicus), amb el pretext que les illes Balears eren un refugi de pirates, en el 123 a. C. Així mateix, també es remena com a afegit al principal casus belli l'interès de l'imperi romà per incloure als foners balears a les seves tropes, ja que la seva habilitat amb la fona era ben coneguda a causa dels assots rebuts durant les conteses de les guerres púniques. Entre una altra sèrie de motius també ha d'afegir-se l'estratègia militar de comptar amb una via marítima cap a Hispània, ja que per terra els suposava una dificultat extrema, atès que es trobaven en guerra amb la Gàl·lia Narbonesa, les riqueses de les terres baleàriques, i també a les polítiques d'expansió de Roma. No obstant això, la veritable finalitat de la incursió consistia a establir un tascó al comerç fenici.
Metel, sabent la destresa dels illencs amb la fona va manar cobrir els seus vaixells amb pells, formant una espècie de botigues on podien posar-se a cobert per a evitar els projectils llançats i poder així desembarcar a l'illa, on li va resultar ardu trobar als habitants, atès que encara vivien de manera salvatge en grutes. (en la Serra de Na Burgesa, Calvià, estan registrades 45 coves algunes usades com a refugi i obtenció d'aigua.) Des de la perspectiva militar és de suposar que la invasió no va suposar una veritable dificultat per a les tropes romanes, ben organitzades i armades, enfront de la població indígena, la millor defensa de la qual era l'ús de la fona i poc més, a més de ser una societat completament tribal i amb inferior capacitat d'organització. Així mateix, algunes fonts posen l'accent en la gran matança d'habitants i destrucció dels santuaris indígenes situats a Son Carrió, Són Favar i Roca Rotja. Aquesta invasió va suposar la fi del període posttalaiòtic de l'illa de Mallorca.
Després d'una campanya de dos anys, en 121 a. C., va incorporar les illes a la província d'Hispània Citerior, i va fundar la ciutat de Palma, avui dia capital de l'illa, i també Pol·lència, que va ser la capital després de la conquesta, amb tres mil colons romans (Iberias Romaion) portats de la península ibèrica. De totes maneres, atès que l'origen de les famílies pertanyents a l'elit provenien d'Itàlia, específicament de la zona del Picè, altres historiadors han estimat que molts dels colons van ser portats també des d'allí, específicament d'una de les 35 tribus romanes, la coneguda com Velina.
Encara que pel que sembla la romanització de l'illa es va dur a terme amb certa facilitat, s'ha estimat que fos possible que aquesta arribés abans per via econòmica que per cultural, donat el caràcter de l'indígena mallorquí, susceptible a una ràpida assimilació de la cultura forana, i també per l'escassa formació cultural dels colons per a poder llatinitzar i reduir la cultura talaiòtica en un centenar i mig d'anys. De totes maneres, cal destacar que la diplomàcia entre Roma i les illes s'havia establert nou dècades enrere, tal com comenta l'historiador Tito Livi, amb l'enviament d'emissaris baleàrics en 217 a. C. al general Gneu Corneli Escipió Calvus a causa de les operacions dutes a terme per una esquadra romana a Eivissa, (illa que en aquells dies era anomenada Ebusus) ciutat que formava part del bàndol cartaginès durant la segona guerra púnica. Aquest període de dominació romana va durar fins al 455 d. C., quan les van prendre els vàndals.

## Antecedents

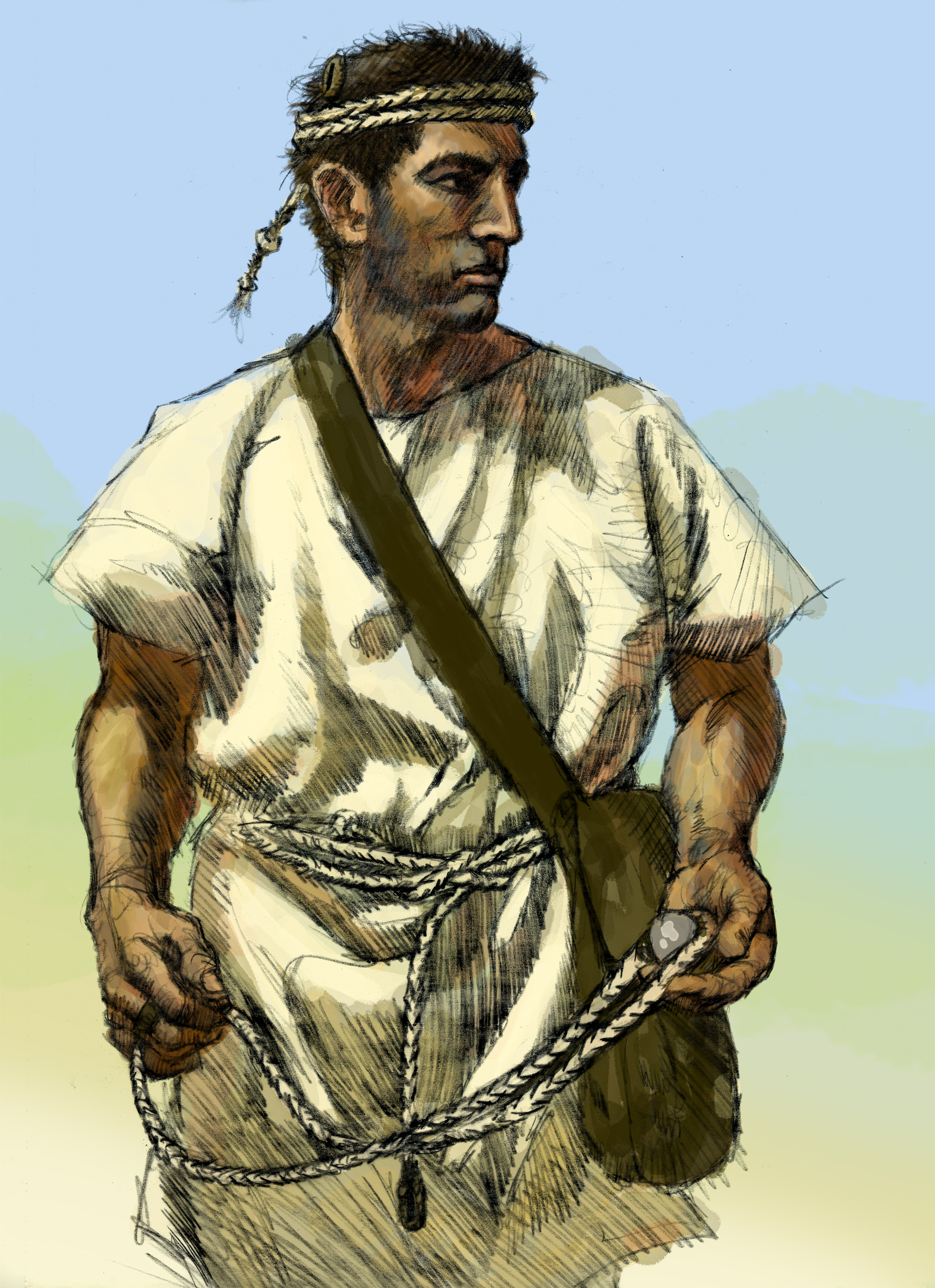
Foner baleàric.

Conèixer la importància estratègica de les illes Balears en l'entramat comercial de la mar Mediterrània després de les guerres púniques és fonamental per a comprendre l'interès de les diferents civilitzacions que en l'antiguitat van decidir conquistar-les per a tenir-les sota el seu domini i control. Com ja van indicar els antics navegants, Eivissa es trobava a un dia de navegació d'Ibèria i a 24 hores des de Líbia, la qual cosa en principi resultava en un excel·lent lloc per a recalar i proveir d'aigua i comestibles a les embarcacions, així com reparar-les d'alguns possibles trencaments del viatge. A això cal afegir també la quantitat de ports naturals en els quals podien desembarcar amb certa facilitat. Tot això fa pensar que les Balears consistien en l'amagatall perfecte per a corsaris i pirates que des dels penya-segats albiraven a les naus que s'acostaven i sospesaven la fiabilitat del seu abordatge. Així mateix, les illes servien també com a escurçament del camí entre les dues penínsules per als navilis que portaven gènere per a comerciar. A pesar que el motiu oficial del senat romà per a la invasió de les Balears va ser la pirateria, no és clar si els pirates realment eren habitants de les illes o si eren de l'exterior, al costat d'alguns nadius insulars que se'ls unien per a cometre malifetes. Els historiadors tenen diferents perspectives sobre la procedència dels pirates. Mentre que per a uns els instigadors eren baleàrics, per a uns altres eren estrangers que assolaven les illes per a reclutar esclaus. Tampoc mancada l'opinió que aquests pirates eren en realitat d'origen fenici, relacionats amb Ebusus, l'actual Eivissa.

Mapa de les principals rutes comercials usades pels fenicis

Les prinipals rutes mrítimes durant el segle ii  a. C. del comerç del Mare nostrum, que era el nom donat pels romans al Mediterrani, eren dutes a terme principalment per la civilització romana, la fenícia i la cartaginesa. Amb la caiguda de Cartago després de la tercera guerra púnica, Eivissa, sota el control fenici, es trobava en superioritat cultural respecte a Mallorca i Menorca, que vivien el període postallaiòtic, i dins de l'àmbit de la cultura del ferro. Durant aquesta època, s'estima que una de les principals activitats comercials de Mallorca es trobava en l'exportació de sal, així com en el reclutament de foners des d'Eivissa per a servir en l'exèrcit fenici.

## Conseqüències
Una vegada conquistada l'illa, els romans van crear les ciutats de Palma i Pol·lència, però a pesar que les fonts citen la creació de totes dues en el 123 a. C. les recerques dutes a terme després de les restes arqueològiques daten la seva florida en la primera meitat del segle i I a. C., així com que aquests solars havien estat ocupats pels illencs amb anterioritat. També es van dur a terme tota una sèrie de canvis en l'àmbit social, ja que els honderos van ser incorporats a les legions romanes com a mercenaris auxiliars, així com transformacions de caràcter religiós i de culte, principalment en la manera d'enterrar als morts, que els nadius feien en coves naturals o artificials embolicats en ofrenes que suposaven usarien en la següent vida. No obstant això, a pesar que la romanització es va dur a terme amb relativa rapidesa, s'estima que la base ètnica de l'indígena balear degué perdurar.